# ETカード
ETカード（イーティーカード）は、遠州鉄道が電車・バスに導入した磁気ストライプ式のプリペイド方式乗車カードである。

## 概要
ETカードのETは Entetsu Traffic の頭文字で、導入当初は「えんてつトラフィックカード」としての宣伝もされていた。
1989年12月25日導入。当初は電車のみの導入で、後の1992年2月20日にバスにも導入された。
非接触型ICカードを利用したEG1CARD→ナイスパスの導入により利用が減少し、2006年5月31日をもって発売を終了した。
販売終了後も長らく利用可能であったが、2010年に入って電車での利用終了が告知され、2010年4月15日をもって電車での利用は終了した。バスではその後も引き続き利用可能であったが、2012年の新車よりETカード非対応となり、2016年から導入が開始された新しい運賃箱でもETカード非対応となっている。そして、2018年1月31日をもって取り扱い終了。
また、ナイスパス導入時より、無手数料で残高をナイスパスへ移し替えるサービスを実施しているがこちらも払い戻しと同じく2020年1月31日をもって終了。詳細は#ナイスパスへの残高の移し替えを参照。

## 使用方法
前述のとおり既に利用を終了している。払い戻しやナイスパスへの積み替えは2020年1月31日まで対応。以下は利用可能当時の情報である。

### 電車
遠鉄電車では2010年4月15日をもって利用が終了した。
電車を利用する場合は、自動券売機にETカードを挿入し切符を購入することにより使用できた。残額が足りない場合は別のカードを継ぎ足す（最大でも同時に2枚まで）か、不足額を現金で支払うことにより使用できた。

### バス
遠鉄バスでは2018年1月31日をもってETカードの取り扱いを終了した。
バスを利用する場合は、乗車時に整理券を取り、降車時は整理券投入後に運賃箱の挿入口にカードを入れて精算する。
一部の自治体バスと空港リムジンバス「e-wing」や遠鉄高速バス「e-LineR」では利用できないので注意が必要。
2011年以前に導入された従来車では引き続き使用可能であるが、2012年以降に導入された車両では使用できないので注意が必要。同様にオレンジ急行など、e-wing車を用いて運行される車両である場合にも利用不可能である。
一方観光バスタイプの車両であっても一部の車両はETカードリーダーを搭載している為使用可能。また催事輸送などで乗車券方式を採る場合にはかつては可搬運賃箱を用意することがありその場合には使用出来たが現在では現金手渡しもしくはハンディ機ナイスパス処理のみの対応である為原則として使用不可。

## 歴史
- 1989年12月15日 遠鉄電車全線で導入。
- 1992年2月20日 遠鉄バスでも導入し、共通使用化。
- 2004年8月20日 ナイスパス導入。同時に残高が無手数料でナイスパスへ移し変えることが出来るようになる。
- 2005年4月1日 浜松市発行のETカードが2005年度より浜松市ナイスパスに移行。
- 2006年5月31日 発売終了[1]。
- 2010年4月15日 遠鉄電車での利用を終了[2]。
- 2018年1月31日 バスでの利用が終了[3]。
- 2020年1月31日 払い戻しならびにナイスパスへの積み替えが終了[3]。

## 種類
かぎかっこ内はカードに印字されていたカード名である。なお、ETXXXXについては導入当初はえんてつトラフィックカードXXXX（例:えんてつトラフィックカード1100）と表記されていた。
- 一般用
  - 「ET1100」:1,000円（利用可能額1,100円）
  - 「ET2200」:2,000円（利用可能額2,200円）
  - 「ET3300」:3,000円（利用可能額3,300円）
  - 「ET5500」:5,000円（利用可能額5,500円）
  - 「ET9000」:8,000円（利用可能額9,000円）

- 浜松市が高齢者・障害者に無料交付（要申請）する使用期限付きの電車・バス利用カード（現在は浜松市ナイスパスに移行）
  - 「平成XX年度」（交付年度表記）:非売品（利用可能額6,000円）

- 「スイングメイト」（学生用。プレミアムが一般用に比べて高い）
  - 「スイングメイト3500」:3,000円（利用可能額3,500円）
  - 「スイングメイト5500」:5,000円（利用可能額5,500円+おまけカード「スイングメイト500」利用可能額500円）
  - 「スイングメイト」:8,000円（利用可能額9,600円+おまけカード「スイングメイト500」利用可能額500円）

- 「お買物ETカード」（商店界連盟買い物客に配布される遠鉄バス電車100円補助券5枚と交換可能）
  - 「ET500」:非売品（利用可能額500円）

※ET500は贈答用としてオリジナルデザインのものも1枚あたり500円にて指定口数単位で発行できた。

※スイングメイト5500やスイングメイト（9600円分）を購入するとスイングメイト500（おまけカード）も付属し、実質利用可能額はそれぞれ6,000円と10,100円だった。
※限定枚数の記念・企画カード（例:園芸博{浜名湖花博}記念カード）も発行された。

※太字はバス車内でも販売されていたカード。

## ETカードにデザインされた車両

### バス車両
- 2222号車:初期のETカードに電車の1003Fと共にデザインされていた。三菱ふそう・エアロスター（初代）ツーステップ。幕は、遠州鉄道。2783号車登場までは浜松市発行のETカード(現在は浜松市ナイスパスに移行)にもデザインされていた。
- 2783号車:現在は2004号車に改番されている。浜松市発行のETカード(現在は浜松市ナイスパスに移行)に電車の2001Fと共にデザインされていた。1997年に試験導入された三菱ふそう・エアロスター（2代目）の超低床車。幕は、遠州鉄道。
- 2810号車:第7回オムニバスタウン作品募集-写真の部のオムニ大賞受賞作品として掲載。三菱ふそう・エアロスター（2代目）の超低床車。幕は、「9 鴨江浜松駅掛塚」。

### 鉄道車両
- 1003F:2222号車と共に掲載。1000形の第3編成。幕は、新浜松。
- 2001F:2783号車と共に掲載。2000形の第1編成。幕は、新浜松。

## 払い戻し
2010年4月16日以降は電車での利用終了に伴い残高に発売額/初期利用可能額を掛けたものが返金される。
4月15日以前はカード残額からプレミア分および手数料200円を引いた額が返金された。
※スイングメイトの5000円・8000円カードに付属するおまけカードについては返金はなされない。
なお、これらの取り扱いは2020年1月31日を以て終了。

## ナイスパスへの残高の移し替え
ナイスパス導入時より、無手数料でETカードの残高をナイスパスへ移し替えるサービスを実施している。
ただし、パスネットからPASMOの残高の移し替えのような、自動券売機での移し替えは出来ず、遠州鉄道各窓口でのみの取り扱いとなっている。
なお、これらの取り扱いは2020年1月31日を以て終了。